# Dubai Opera
Dubai Opera (tiếng Ả Rập: دار دبي للأوبرا) là một trung tâm biểu diễn nghệ thuật đa năng, rộng 2.000 chỗ ngồi, nằm trong Quận Opera ở Downtown Dubai. Nó có một loạt các buổi biểu diễn và các sự kiện bao gồm múa hát, opera, múa ba lê, các buổi hòa nhạc, hội nghị và triển lãm. Kế hoạch của nó đã được Sheikh Mohammed bin Rashid Al Maktoum công bố vào tháng 3 năm 2012 và đã hoàn thành vào năm 2016. Dubai Opera mở cửa khai trương vào ngày 31 tháng 8 năm 2016 với một màn biểu diễn của Plácido Domingo.

## Miêu tả
Dubai Opera là một phần của Quận Opera ở Downtown Dubai. Trung tâm biểu diễn nghệ thuật 1901 được thiết kế bởi Janus Rostock của Atkins. Nhà hát được giới thiệu bởi các nhà tư vấn dự án nhà hát, nó có thể được chuyển đổi thành một nhà hát truyền thống, phòng hòa nhạc, phòng tiệc hoặc không gian triển lãm tùy vào những lúc khác nhau. Sử dụng thang máy thủy lực để sắp xếp 900 trong số 2.000 chỗ ngồi, không gian có thể được sử dụng cho các sự kiện khác trong khi ghế ngồi phụ được đặt trong nhà để xe bên dưới nhà hát.
Dubai Opera được thiết kế là một chiếc thuyền buồm Ả Rập truyền thống trong đó 'cung' của nhà hát opera sân khấu chính, dàn nhạc và chỗ ngồi, trong khi 'thân tàu' dài là khu chờ đợi, khu vực taxi và bãi đậu xe.
Vào tháng 1 năm 2015, Emaar bổ nhiệm Jasper Hope là Giám đốc điều hành của Dubai Opera. Hope là COO của Royal Albert Hall ở Luân Đôn. Công ty hợp nhất nhà thầu (CCC) là nhà thầu chính, nhà thầu đã làm việc với Emaar tại Dubai Mall.
Một đề xuất trước đó để xây dựng một trung tâm văn hóa trên một hòn đảo ở nhánh sông Dubai do kiến trúc sư Zaha Hadid thiết kế đã được công bố vào năm 2008 nhưng hoãn lại trong vụ bong bóng bất động sản ở Dubai. Địa điểm này nằm ở The Lagoons, sẽ có một nhà hát opera với sức chứa 2.500 chỗ ngồi, một nhà hát 800 chỗ ngồi, một phòng trưng bày nghệ thuật rộng 5000 mét vuông, một trường nghệ thuật biểu diễn và một khách sạn theo chủ đề '6-sao'.

## Các cấu trúc khác
Quận Opera đã được đưa ra bởi Emaar Properties ở Downtown Dubai vào năm 2013. Ngoài Dubai Opera, quận này đối diện với Burj Khalifa và Dubai Fountain, bao gồm phòng trưng bày nghệ thuật, bảo tàng, studio thiết kế và các địa điểm văn hóa khác. Khu vực này bao gồm một số khách sạn, một quảng trường, không gian giải trí và các tòa tháp dân cư.
Dubai có hơn 50 phòng trưng bày nghệ thuật và tổ chức các sự kiện văn hóa như Tuần lễ Thiết kế Dubai, Nghệ thuật Dubai và Hội chợ Nghệ thuật SIKKA.